# Townsends zanger
De Townsends zanger (Setophaga townsendi, synoniem: Dendroica townsendi) is een zangvogel uit de familie der Parulidae (Amerikaanse zangers). 

## Taxonomie
De vogel werd in 1837 geldig beschreven door John Kirk Townsend. Townsend verkeerde in de veronderstelling dat de vogel al geldig was beschreven door Thomas Nuttall, zijn meer dan 20 jaar oudere collega en reisgenoot, die als eerbetoon aan Townsend de vogel naar hem had vernoemd als Sylvia Townsendi (Nuttall.). Overigens is het ongebruikelijk en tegen de nomenclatuurregels dat een soortauteur een plant- of diersoort naar zichzelf noemt.

## Herkenning
De vogel is 11 tot 13 cm lang. Opvallend is de heldergele kop met donkere vlek rond het oog en een zwarte kap. De buik en borst zijn geel, met verticale streepjes. De rug is olijfgroen. de vleugels zijn grijs met een dubbele witte vleugelstreep. Het vrouwtje is wat minder contrastrijk gekleurd.

## Verspreiding en leefgebied
Deze soort broedt in de bossen van westelijk Noord-Amerika, van het zuiden van Alaska, in een brede strook langs de westkust van Canada tot in het westen van Idaho en Wyoming. De broedgebieden liggen in natuurlijke naaldbossen met een koel klimaat. Het is een trekvogel die zuidelijker in de Verenigde Staten (Oregon en Californië) tot in Nicaragua in Midden-Amerika overwintert.

## Status
Het is geen bedreigde soort. De populatiegrootte wordt geschat op 21 miljoen volwassen vogels. Er is wel sprake van habitatverlies en achteruitgang in het aantal volwassen vogels binnen gebieden waarin de aantallen worden gevolgd.